# Episodi di Hagen
Questa voce contiene trame, dettagli e crediti dei registi e degli sceneggiatori dell'unica stagione della serie televisiva Hagen.
Negli Stati Uniti d'America è stata trasmessa per la prima volta dalla CBS dal 15 marzo al 24 aprile 1980. Gli ultimi due episodi non sono mai stati trasmessi, rimanendo quindi inediti in USA.
In Italia la serie è stata trasmessa in prima visione da Rai 1 dal 24 settembre al 5 ottobre 1981. La trasmissione italiana non ha rispettato l'ordine cronologico originale degli episodi ed è comprensiva anche degli ultimi due.
| nº | Titolo originale   | Titolo italiano                               | Prima TV USA   | Prima TV Italia   |
| -- | ------------------ | --------------------------------------------- | -------------- | ----------------- |
| 1  | Pilot              | Un cacciatore a San Francisco (prima parte)   | 15 marzo 1980  | 24 settembre 1981 |
| 1  | Pilot              | Un cacciatore a San Francisco (seconda parte) | 15 marzo 1980  | 25 settembre 1981 |
| 2  | The Straw Man      | Un uomo di paglia                             | 22 marzo 1980  | 28 settembre 1981 |
| 3  | Hear No Evil       | Delitto nel silenzio                          | 29 marzo 1980  | 26 settembre 1981 |
| 4  | Trauma             | Trauma                                        | 5 aprile 1980  | 3 ottobre 1981    |
| 5  | Jeopardy           | Una ragazza in pericolo                       | 10 aprile 1980 | 2 ottobre 1981    |
| 6  | Nightmare          | Incubo                                        | 17 aprile 1980 | 30 settembre 1981 |
| 7  | More Deadly Poison | Veleno mortale                                | 24 aprile 1980 | 5 ottobre 1981    |
| 8  | The Rat Pack       | La banda del Rat                              | ——             | 29 settembre 1981 |
| 9  | King of the Hill   | Il re della collina                           | ——             | 1º ottobre 1981   |